# Global U8
El consorcio Global U8, abreviado como GU8, es una asociación de universidades que incluye 8 centros superiores de investigación en otros tantos países ( Reino Unido, China, Malasia, Corea del Sur, Francia, Alemania, Brasil e Israel ). Se trata de un modelo colaborativo de investigación compuesto por prestigiosas instituciones de educación superior y centrado en ciudades costeras. 
El GU8 se centra en tres áreas principales: 
- Desarrollar un sistema educativo conjunto, que puede incluir currículos complementarios, aprendizaje a distancia (como clases electrónicas basadas en Internet), transferencia de créditos y titulaciones conjuntas.
- Realizar programas conjuntos de investigación e innovación.
- Desarrollo de capacidad administrativa.

## Miembros
| Institución                   | País          |
| ----------------------------- | ------------- |
| Universidad de Xiamen         | Porcelana     |
| Universidad de Malasia Perlis | Malasia       |
| Universidad de Hull           | Reino Unido   |
| Universidad Inha              | Corea del Sur |
| Universidad de Le Havre       | Francia       |
| Universidad de Magdeburgo     | Alemania      |
| Universidad de Fortaleza      | Brasil        |
| Universidad de Haifa          | Israel        |